# Сен Жорж (Квебек)
Сен Жорж (фр. Saint-Georges) је град у Канади у покрајини Квебек. Према резултатима пописа 2011. у граду је живело 31.173 становника.

## Географија

### Клима
| Клима (Сен Жорж)           | Клима (Сен Жорж) | Клима (Сен Жорж) | Клима (Сен Жорж) | Клима (Сен Жорж) | Клима (Сен Жорж) | Клима (Сен Жорж) | Клима (Сен Жорж) | Клима (Сен Жорж) | Клима (Сен Жорж) | Клима (Сен Жорж) | Клима (Сен Жорж) | Клима (Сен Жорж) | Клима (Сен Жорж) |
| Показатељ \ Месец          | .Јан.            | .Феб.            | .Мар.            | .Апр.            | .Мај.            | .Јун.            | .Јул.            | .Авг.            | .Сеп.            | .Окт.            | .Нов.            | .Дец.            | .Год.            |
| -------------------------- | ---------------- | ---------------- | ---------------- | ---------------- | ---------------- | ---------------- | ---------------- | ---------------- | ---------------- | ---------------- | ---------------- | ---------------- | ---------------- |
| Средњи максимум, °C (°F)   | −6,1 (21)        | −4,1 (24,6)      | 1,9 (35,4)       | 9,4 (48,9)       | 18,1 (64,6)      | 22,8 (73)        | 25 (77)          | 23,8 (74,8)      | 18,4 (65,1)      | 11,7 (53,1)      | 4 (39)           | −3,1 (26,4)      | 10,2 (50,4)      |
| Просек, °C (°F)            | −12,2 (10)       | −10,5 (13,1)     | −4,1 (24,6)      | 3,7 (38,7)       | 11,2 (52,2)      | 16,2 (61,2)      | 18,6 (65,5)      | 17,5 (63,5)      | 12,5 (54,5)      | 6,3 (43,3)       | −0,4 (31,3)      | −8,5 (16,7)      | 4,2 (39,6)       |
| Средњи минимум, °C (°F)    | −18,4 (−1,1)     | −16,9 (1,6)      | −10,2 (13,6)     | −2,1 (28,2)      | 4,2 (39,6)       | 9,5 (49,1)       | 12,1 (53,8)      | 11,2 (52,2)      | 6,5 (43,7)       | 1 (34)           | −4,8 (23,4)      | −13,8 (7,2)      | −1,8 (28,8)      |
| Количина падавина, mm (in) | 67,6 (26,61)     | 43,6 (17,17)     | 58,4 (22,99)     | 63,8 (25,12)     | 86,2 (33,94)     | 105,1 (41,38)    | 104,4 (41,1)     | 134,3 (52,87)    | 94,5 (37,2)      | 86,2 (33,94)     | 74,6 (29,37)     | 70,5 (27,76)     | 989,2 (389,45)   |
| [ тражи се извор ]         |                  |                  |                  |                  |                  |                  |                  |                  |                  |                  |                  |                  |                  |

## Становништво
Према резултатима пописа становништва из 2011. у граду је живело 31.173 становника, што је за 5,3% више у односу на попис из 2006. када је регистровано 29.616 житеља.
| 2006.  | 2011.  |
| ------ | ------ |
| 29.616 | 31.173 |